# Arroyo de las Praderas del Cuco
El arroyo de las Praderas del Cuco es un pequeño curso fluvial de Virtus, que nace al pie de la Pirámide de los italianos y desemboca en el embalse del Ebro. Con una longitud estimada de 3,1 km y una orientación hacia el sur, se podría clasificar como curso de agua de pendiente media (Unos 2 grados sexagesimales) y recorrido ligeramente sinuoso.